# Peter MacKay
Peter Gordon MacKay, född 27 september 1965 i New Glasgow i Nova Scotia, är en kanadensisk konservativ politiker. Han var Kanadas försvarsminister från 14 augusti 2007 till 15 juli 2013. Han var den sista partiledaren för Progressiva konservativa partiet och bildade 2003 Kanadas konservativa parti tillsammans med Stephen Harpers Canadian Alliance. Han var 1997 till 2015 ledamot av underhuset av Kanadas parlament.
Hans far, politikern och affärsmannen Elmer MacKay, var minister i Joe Clarks regering. Modern Macha KacKay är psykolog och fredsaktivist. MacKay utexaminerades 1987 från Acadia University i Wolfville i Nova Scotia. Han studerade sedan juridik vid Dalhousie University och inledde 1991 sin karriär som advokat i Nova Scotia. Han arbetade för advokatbyrån Thyssen Henschel. MacKay utnämndes 1993 till åklagare för centrala Nova Scotia.
MacKay invaldes 1997 i Kanadas underhus. Han representerade valkretsen Pictou-Antigonish-Guysborough som just hade skapats. Ingen annan hann representera valkretsen innan den 2004 delades mellan två valkretsar, av vilka MacKay fram till 2015 representerade Central Nova. 
MacKay valdes 2003 till Joe Clarks efterträdare som partiledare för de progressiva konservativa. Han hade länge ansetts vara en partiledarkandidat och han hade i sex år i rad valts i tidningen Hill Times (tidning för Parliament Hill i Ottawa) till den sexigaste ledamoten av Kanadas parlament. Trots att MacKay i sin partiledarkampanj hade lovat att inte förena sitt parti med Canadian Alliance, kom han överens om en sådan sammanslagning redan fem månader efter att ha valts till partiledare. Partiet upphörde att existera i december 2003. En faktor som påverkade den snabba samgången var MacKays låga opinionssiffror.
2005 spekulerades det om möjligheten att MacKay skulle kandidera till premiärminister i Nova Scotia. Han valde att stanna i den federala politiken och blev utrikesminister efter den konservativa valsegern 2006. Han blev också minister för den ekonomiska utvecklingen i Atlantprovinserna, Minister for the purposes of the Atlantic Canada Opportunities Agency Act (vanligtvis används kortformen Minister of the Atlantic Canada Opportunities Agency). 2007 utsågs han till försvarsminister i stället för utrikesminister, men behöll posten som atlantprovinsminister. Han fortsatte som atlantprovinsminister till 2010 och som försvarsminister till 2013, då han istället blev justitieminister.